# Опіоїди
Опіо́їди — клас речовин, що включає природні алкалоїди опійного маку, їх напівсинтетичні похідні, синтетичні аналоги та опіоїдні нейропептиди, які природним чином виробляються в організмі і виконують основну функцію агента, що блокує сприйняття болю і, крім того, присутній у випадках задоволення.

## Загальна інформація
Загальною ознакою опіоїдів є їхня специфічна взаємодія з опіатними рецепторами в центральній нервовій системі.

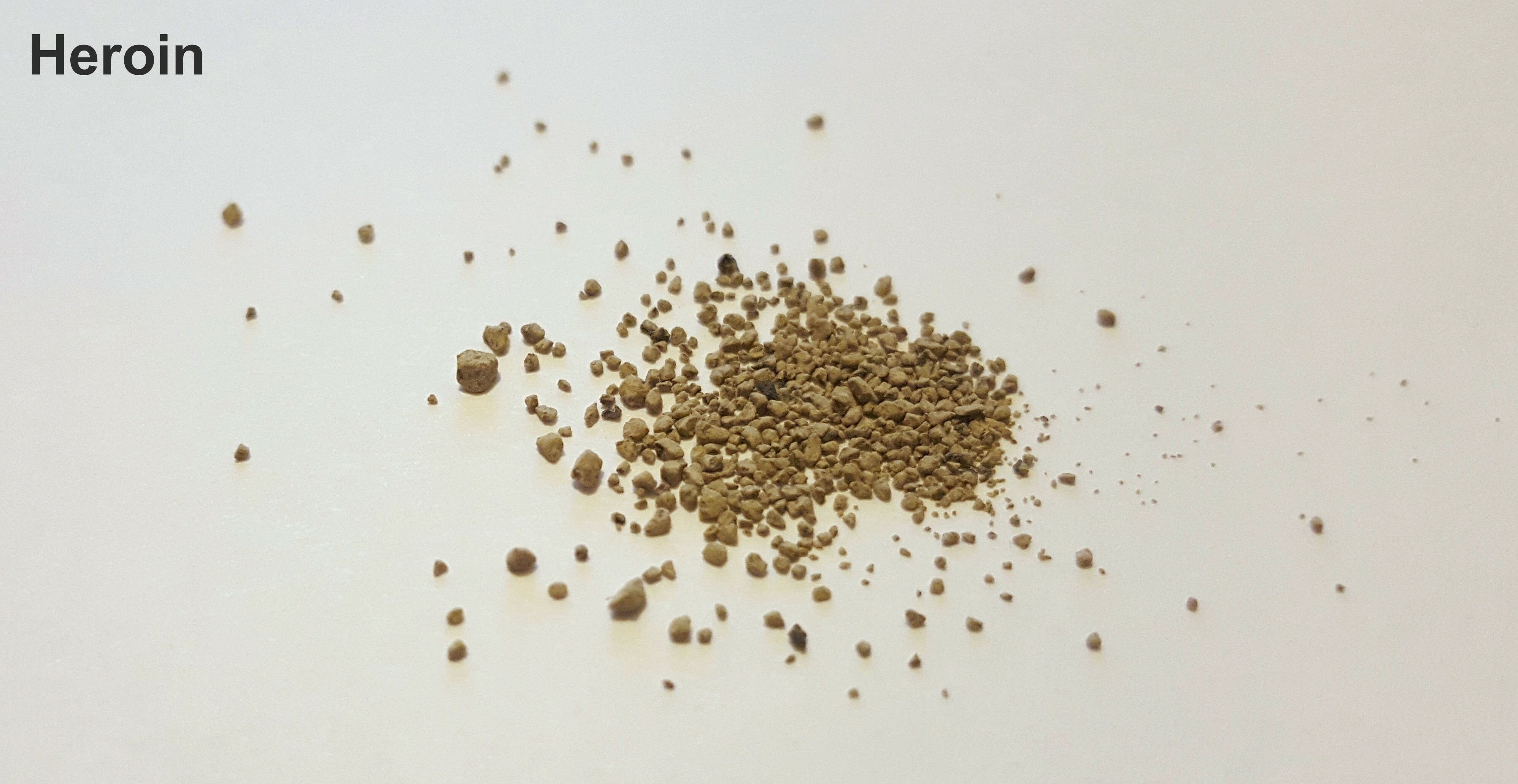
Героїн, який в деяких країнах використовується в медичних цілях для зняття болю.

До опіоїдів належать як ліки, що відпускаються за рецептом, так і нелегальні наркотики (наприклад, крокодил чи героїн).
Опіоїди відрізняються за хімічною структурою, силою дії або потенцією. Наприклад, фентаніл у 50-100 разів сильніший за морфін.
Всі опіоїди характеризуються знеболювальною активністю, що зумовлює їх використання як анальгетиків у різних галузях медицини, особливо при важких травмах, пораненнях, хірургічних втручаннях, а також при захворюваннях, що супроводжуються вираженим больовим синдромом (злоякісні пухлини, інфаркт).
Розрізняють вживання опіоїдів за медичними показаннями (хірургічна та онкологічна практика), вживання медичних опіоїдів без призначення лікаря та вживання нелегальних наркотиків. Вживання може бути систематичним або епізодичним.

## Виробництво
Напівсинтетичні опіоїди, такі як гідрокодон, оксикодон і оксиморфон, виробляються в лабораторіях шляхом хімічної обробки природних опіоїдів.
Синтетичні опіоїди, такі як фентаніл, виготовляються виключно в лабораторіях з хімічних реактантів.

## Застосування

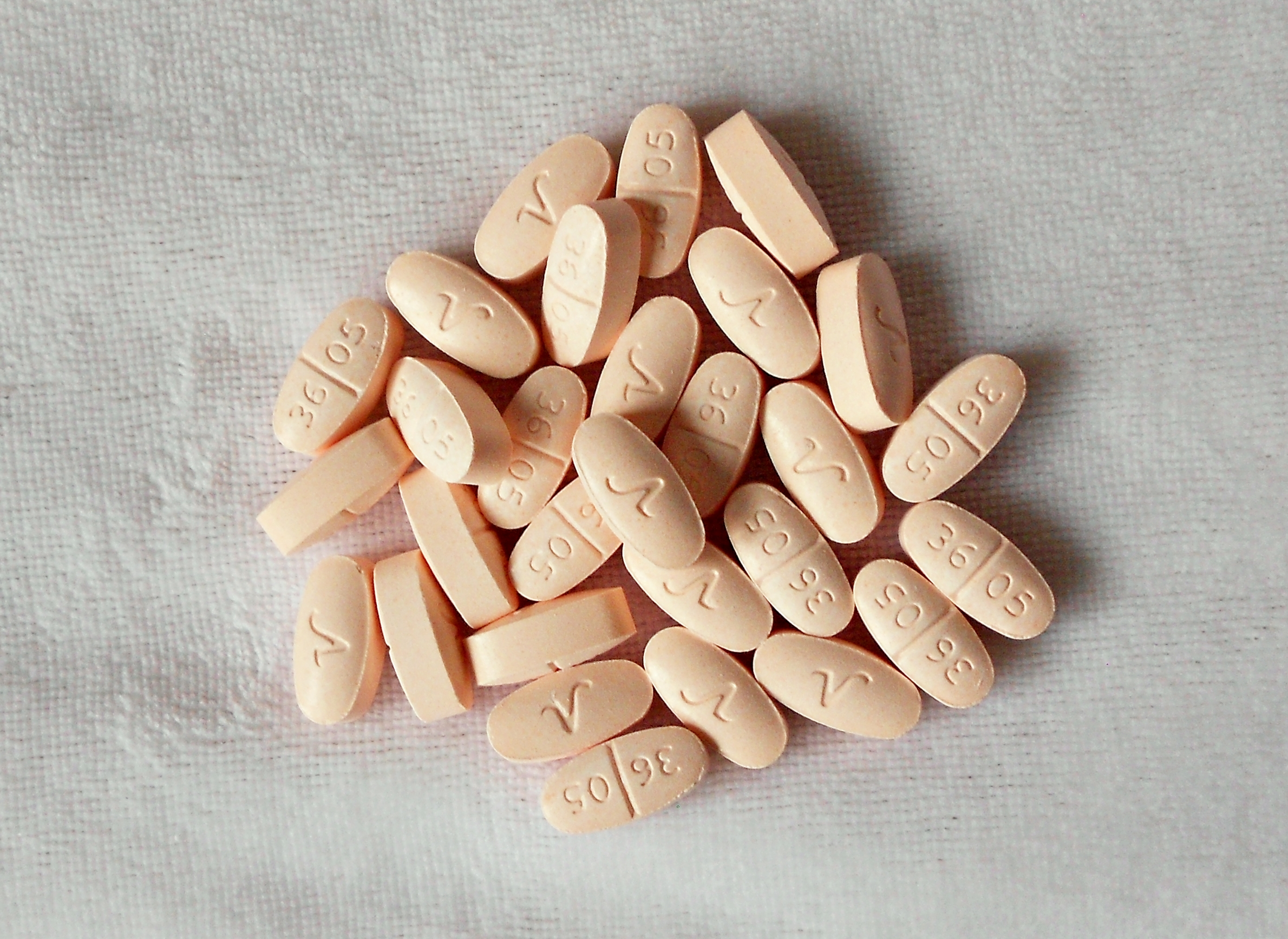
Таблетки гідрокодону — 7.5/325

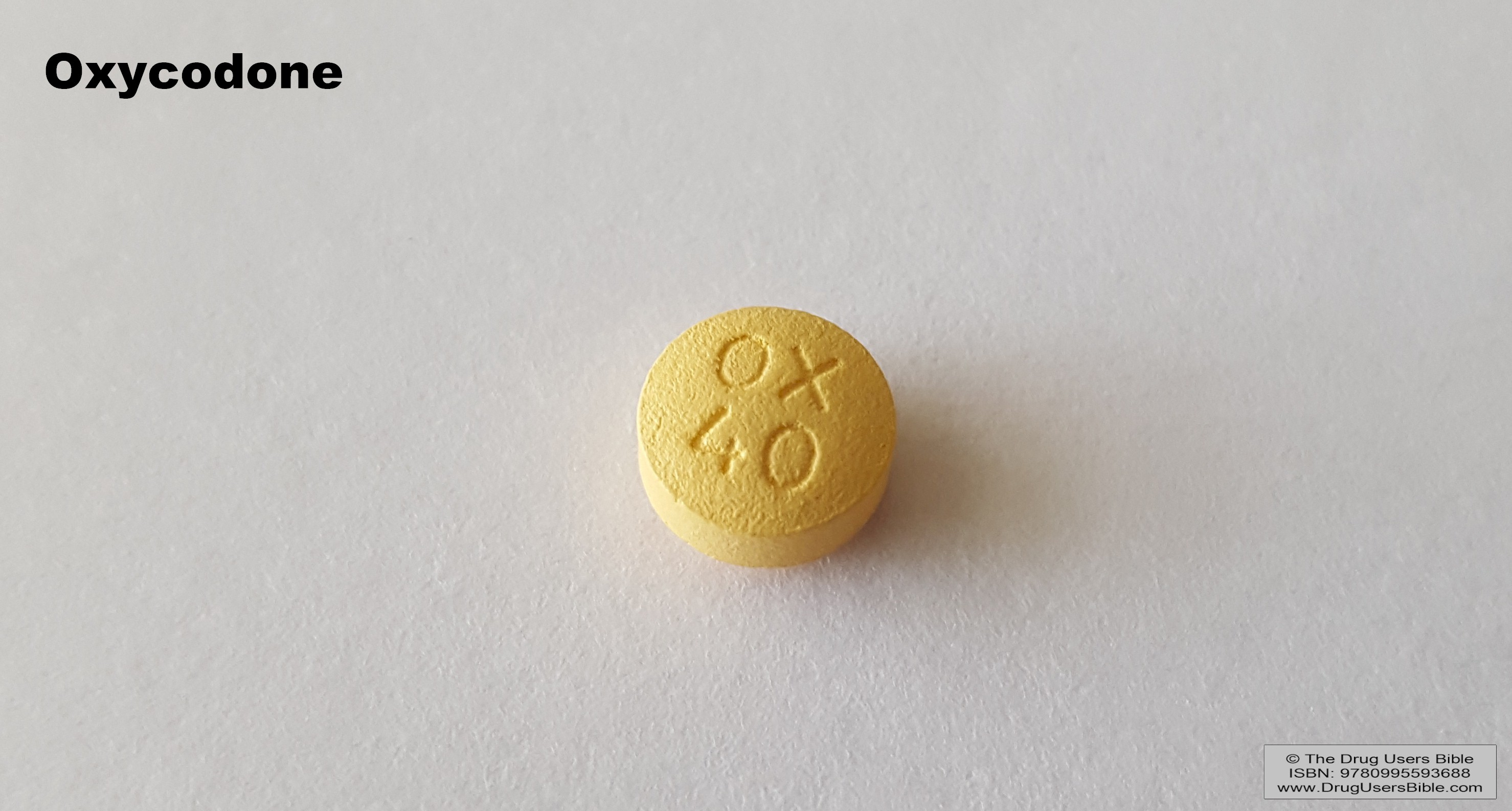
Таблетка оксикодону

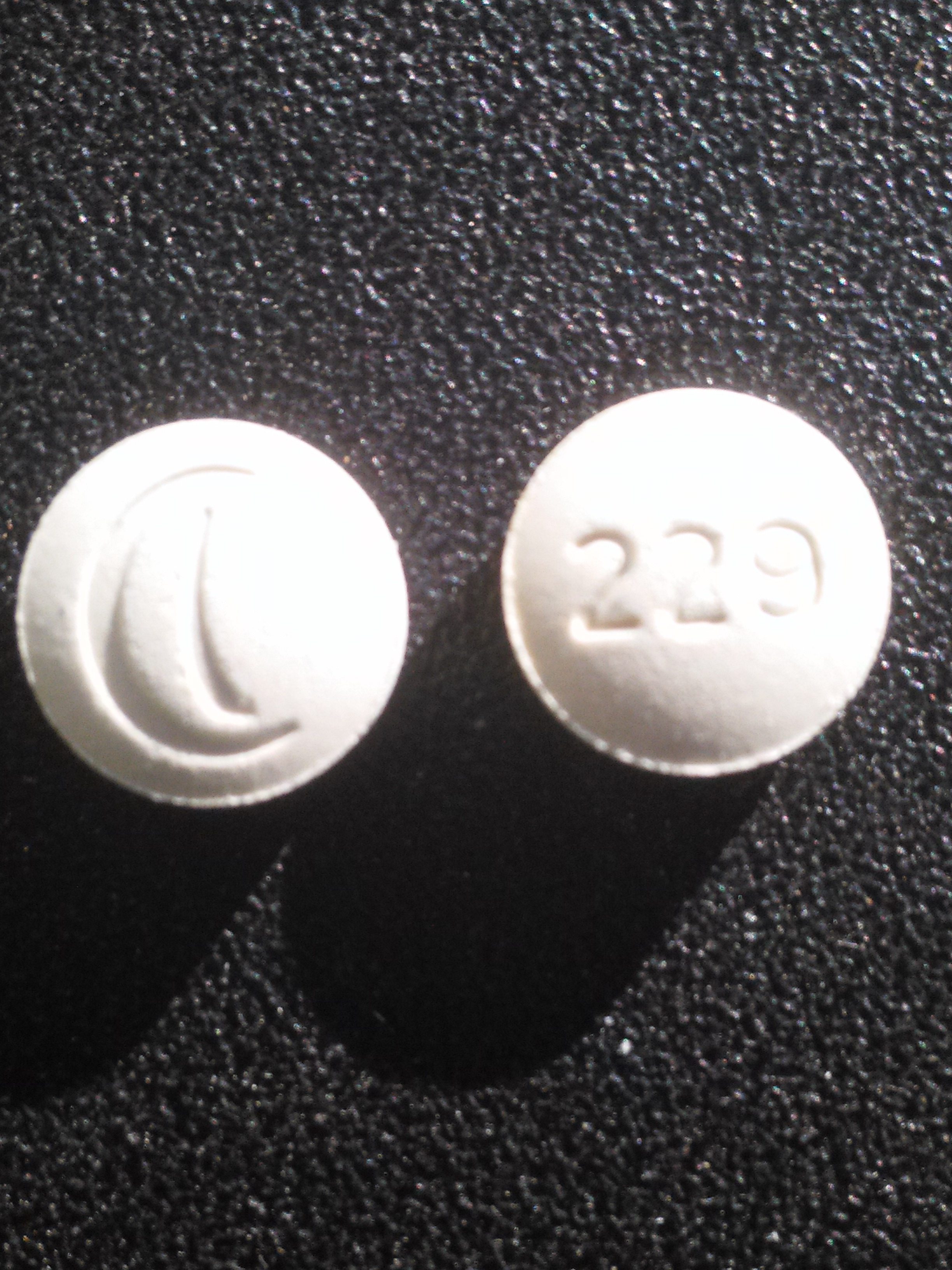
Actavis Оксиморфон ER 20мг

Такі рецептурні препарати, як гідрокодон, морфін, оксикодон, фентаніл та інші, в основному використовуються для лікування болю, а також можуть допомогти в лікуванні кашлю або діареї. З іншого боку, опіоїди можуть викликати залежність, особливо при неправильному застосуванні.

## Способи введення в організм
Опіоїди можуть вводитися в організм наступними способами:
- перорально (наприклад, маковий відвар, вікодин, таблетки метадону),
- під язик для розсмоктування (бупренорфін),
- таблетку кладуть за щоку або між верхньою губою і яснами і тримають до повного розсмоктування (Prosidol),
- підшкірні та внутрішньом'язові ін'єкції,
- внутрішньовенні ін'єкції,
- інтраназально й інгаляційно (втягування через ніс або вдихання парів героїну при плавленні, куріння опію).

## Клініко-фармакологічні ефекти опіоїдів

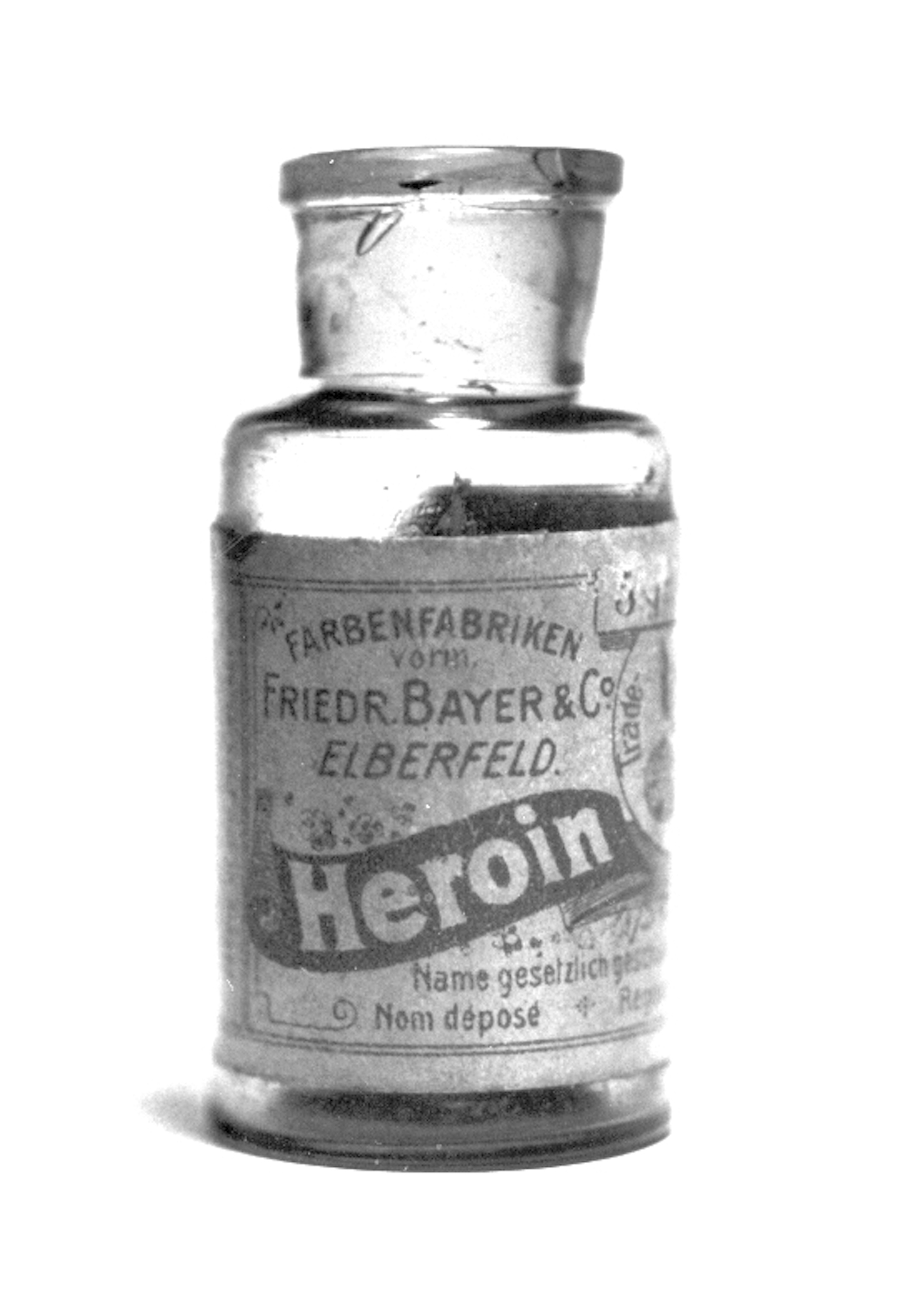
Флакон героїну компанії Bayer, початок ХХ сторіччя

Механізм дії опіоїдних алкалоїдів полягає у зв'язуванні з опіатними рецепторами певних нервових клітин, особливо тих, що відповідають за відчуття болю та задоволення, розташованих у багатьох ділянках головного і спинного мозку, а також в інших органах тіла. Коли опіоїди приєднуються до цих рецепторів, які передають больові сигнали з організму в мозок, вони блокують передачу больових сигналів до спинного мозку і притупляють або послаблюють сприйняття болю мозком, одночасно вивільняючи велику кількість дофаміну по всьому тілу. Це вивільнення посилює ефект від вживання опіоїдів, викликаючи у споживача бажання повторити цей досвід.
Ефекти можна класифікувати наступним чином:
1. Безпосередній вплив:
- впливи на центральну нервову систему: аналгезія, ейфорія, відчуття тепла у шлунку, сонливість, нудота, блювота, пригнічення дихання, пригнічення кашлевого рефлексу, відчуття важкості у кінцівках;
- впливи на периферичну нервову систему: сухість слизових оболонок, закрепи, звуження зіниць, утруднення сечовипускання;
- впливи, опосередковані гістаміном: свербіж, пітливість, почервоніння шкіри, закладений ніс, звуження дихальних шляхів;

2. Віддалені ефекти на тлі тривалого вживання:
- скорочення або припинення менструального циклу, зміни лібідо, зміни оргазму, серцебиття, збільшення ваги, тривожні стани;
- хворобливе звикання;
- залежність.

## Протиотрута
У випадках отруєння або передозування опіоїдами застосовуються антагоністи опіоїдів для блокування всіх типів опіоїдних рецепторів (налоксон і налтрексон).